# 阿列克謝·維克托羅維奇·法捷耶夫
阿列克谢·维克托罗维奇·法捷耶夫（俄语：Алексей Викторович Фатеев，1974年11月30日—），俄罗斯知名话剧、影视演员。出生于乌克兰哈尔科夫州库比扬斯克市。
1999年毕业于哈尔科夫国立艺术大学表演系。
1997年-2006年，哈尔科夫普希金剧院担任话剧演员
2006年至今，莫斯科马雅可夫斯基艺术剧院演员

## 话剧作品

### 当前在演剧目
- 《繁华地带》（又译《热闹地方》，作者：奥斯特洛夫斯基，饰演：米拉维多夫
- 《结婚》，作者：果戈里，饰演：柯奇卡廖夫、斯捷潘
- 《雪中的阿穆尔》，作者：冯维辛 饰演：陀布罗柳波夫
- 《孩子破坏了关系》（小娃娃），作者：让·雷特拉斯(法国)，饰演：奥古斯丁
- 《人们的爱》，作者：博加斯洛夫斯基（白俄罗斯），饰演：谢尔盖
- 《男人的离婚法则》，作者：尼尔·赛蒙（美国），饰演：奥斯卡·梅迪森
- 《没有嫁妆的新娘》，作者：奥斯特洛夫斯基，饰演：谢尔盖·谢尔盖耶维奇·帕罗多夫

### 曾经参演剧目
马雅可夫斯基剧院
- 《人民公敌》，作者：易卜生（挪威），饰演：托马斯 斯托克曼
- 《钦差大臣》，作者：果戈里，饰演：奥西普
- 《三姐妹》，作者：契诃夫，饰演：安德烈 波罗扎罗夫

## 影视作品
- 2009 — «心愿» — 谢尔盖
- 2009 — «伊万雷帝»
- 2011 — «福尔切娃» — 安德烈·米哈伊洛维奇, 福尔切娃的助手
- 2012— «幸福车票» (俄罗斯、乌克兰) — 伊利亚·德罗诺夫
- 2012 — «女孩的幸福归宿» — 康斯坦丁
- 2013 - 《拥抱蓝天》 - 亚历山大·泽宾，上校飞行员
- 2014 — «百合之家» （俄罗斯、乌克兰）— 谢尔盖·马洛泽夫
- 2014 — «冷笑» — 安德烈·罗亭, 侦查员、警长
- 2014 - 《希腊女人》（乌克兰）- 谢尔盖·拉克辛
- 2015 — 《塔季亚娜之夜》 - 克格勃少校尤里·罗格夫
- 2015 -  《奥尔洛娃与亚历山大》 - 苏联导演贝列夫
- 2015 - 《特殊管辖》 - 保卫局局长
- 2017 - 《十字路口》 - 米哈伊尔
- 2017 - 《剥夺者》 - 库德梁夫采夫
- 2018 - 《丽吉娅》 - 尼古拉，医生、农场主

## 配音作品
- 2012 - 《遗嘱婚姻：桑德拉的回归》 - 考斯佳·苏瓦林

## 外部連結
- Страница Алексея Фатеева на официальном сайте театра им. Вл. Маяковского （页面存档备份，存于）
- Алексей Фатеев: «Сцена лечит и возвращает силы»
- Алексей Фатеев: «Если профессия актёра исчезнет с лица Земли — я исчезну вместе с нею»[永久]
- Алексей Фатеев: «В Москве у меня выросли иголки» （页面存档备份，存于）